# Ягерберг
Ягерберг (нім. Jagerberg) — ярмаркова комуна  (нім. Marktgemeinde)  в Австрії, у федеральній землі Штирія.
Входить до складу округу Зюдостштайєрмарк. Населення становить 1,664 осіб (станом на 31 грудня 2013 року). Займає площу 28 км². Ягерберг розташований приблизно за 40 км на південний схід від Граца і приблизно за 20 км на північний захід від районного центру Фельдбах. Церква Ягерберг вперше згадується 1269 року. Готична будівля датується 14-м століттям, але має риси пізнього бароко.